# América Futebol Clube (Belo Horizonte)
O América Futebol Clube, mais conhecido como América Mineiro ou Coelho, é um clube desportivo brasileiro da cidade de Belo Horizonte, Minas Gerais. Fundado em 30 de abril de 1912, o clube preserva o mesmo nome e escudo desde sua criação. Suas cores de jogo são o verde, o branco (desde 1912) e o preto, que foi incorporado ao uniforme, em 1913, um ano após a fundação. Hoje, as três cores fazem parte das variações dos uniformes do tricolor América. Entre 1933 e 1942, o time atuou com uniformes vermelhos, em protesto à introdução do profissionalismo no futebol.
O clube é proprietário do Estádio Independência, sendo, até a inauguração do estádio do Atlético Mineiro, a Arena MRV, em agosto de 2023, o único de Belo Horizonte a mandar seus jogos em estádio próprio, com o América possuindo a terceira maior torcida entre clubes de Minas Gerais e já tendo disputado mais de 4 700 partidas em sua história. Seu maior rival é o Atlético, com quem realiza o Clássico das Multidões, possuindo ainda uma forte rivalidade com o também belo-horizontino Cruzeiro e com o Villa Nova, de Nova Lima.
O América é um dos clubes mais tradicionais e bem-sucedidos do estado: recordista de participações no Campeonato Mineiro de Futebol, conquistou 16 títulos estaduais e foi vice-campeão em outras 17 oportunidades em um total de 69 vezes no G-4. As 10 primeiras conquistas foram em sequência entre 1916 a 1925, um recorde nacional de títulos consecutivos, façanha essa compartilhada com o ABC (RN), com a conquista mais recente tendo sido em 2016. Dentre os demais títulos, destacam-se as conquistas nacionais da Série B em 1997 e 2017, da Série C em 2009 e da Copa Sul-Minas de 2000, com a melhor campanha na Série A do Campeonato Brasileiro tendo ocorrido na edição de 1973, quando o Coelho obteve a sétima colocação entre 40 participantes, e na Copa do Brasil o terceiro lugar na edição de 2020.
O clube é reconhecido por sua tradição na formação de novos jogadores. Entre as suas principais revelações, destacam-se Tostão, Éder, Palhinha, Gilberto Silva, Euller, Nakazawa, Alex Mineiro, Fred, Danilo e Richarlison. O América possui os 3 dos principais títulos nacionais das categorias de base: Copa São Paulo de Juniores de 1996, Campeonato Brasileiro de Futebol Sub-20 de 2011, e duas Taça Belo Horizonte de Futebol Júnior, em 2000 e em 2014.

## História

### Primeiros anos
O América foi fundado por um grupo de jovens da elite mineira em 30 de abril de 1912. Residentes, quase todos, nos arredores das Ruas Bahia e Timbiras, na bucólica Belo Horizonte de 1912, os rapazes empolgados com o novo esporte, que começava a virar mania, resolveram fundar um clube para a prática do futebol.
Como não conseguiram chegar a um consenso sobre o nome da nova agremiação, decidiram então realizar um sorteio e, entre Arlequim, Guarany e Tymbiras, o nome contemplado foi América. Esta reunião foi realizada em maio, nos porões da casa de Adhemar de Meira.
Os fundadores do clube foram: Ademar Meira, Afonso Silviano Brandão, Alcides Meira, Álvaro Moreira da Cruz, Augusto Pena, Aureliano Lopes Magalhães, Caetano Germano, César Gonçalves, Francisco Bueno Brandão, Fioravante Gonçalo Labruna, Gérson de Salles Coelho, Guilherme Halfed, Henrique Diniz Gomes, José Miranda Megale, Leonardo Gutiérrez, Leon Roussoulliéres Filho, Oscar Gonçalves e Waldemar Jacob.
As cores do clube, desde a fundação, foram o verde e o branco, também escolhidas por sorteio. Em 1913, o preto foi incorporado ao estatuto do clube, passando a fazer parte das variações dos uniformes até hoje.
A primeira equipe americana foi formada por Oscar Gonçalves, Leonardo Gutierrez e Fioravante Labruna, Luiz Guimarães, Augusto Pena e Lincoln Brandão, Dario Ferraz, Waldemar Jacob e Geraldino de Carvalho.
No ano seguinte de sua fundação, em 1913, o América fundiu-se com o Minas Gerais Futebol Clube e o elenco cresceu muito. Outra adesão importante foi a vinda de jogadores do Atlético Mineiro, devido a problemas internos do clube alvinegro.
A primeira grande vitória foi contra o Atlético-MG no dia 14 de junho de 1914 por 1 a 0, gol de Júlio Cunha. O primeiro amistoso interestadual foi contra o Flamengo, no Prado Mineiro, derrota por 2 a 1 em 2 de setembro de 1917.

### Supremacia
O início de um período de glórias, jamais visto no futebol de Minas Gerais começou em 1 de novembro de 1915. O América venceu a até então imbatível Equipe dos Ingleses da Mina do Morro Velho, formada exclusivamente por jogadores ingleses, por 3 a 0. Jogaram pelo América: Didico, Mário Pena e Luiz Guimarães, Kainço, Otávio Pena e Henrique Diniz, Edson Jacob, João Brito, José Borges, Oscar Monte e Mimi.
Em 1916, o América armou a poderosa equipe que conquistou o campeonato nesse ano e nos nove subsequentes até 1925. O América se sagrava assim decacampeão estadual. Um recorde somente igualado pelo ABC de Natal. Os heróis dessa conquista que engrandece o pavilhão americano: Didico e Gargalhada (Euclides e Celso Mascarenhas), Marute (Mário Pena), Luiz Guimarães, Kainço (Carlos Quadros), Otacílio Negrão de Lima, Francisco Mattos, Fausto Joviano, José Borges de Carvalho, Oscar Monte, Floriano Faria, Antônio Benjamim, Edson Jacob, Waldemar Jacob (Rato), Fausto Ferraz, Gérson de Salles Coelho, Lincoln Brandão, Augusto Pena, Honório Otoni, Manoel Hermeto, Augusto Pinto, Antônio Hermeto (Tonico), Mário Jungueira, Mário Pereira, Vicente Innéco, Camilo Pimentel, Bolívar Moreira de Abreu, Joel de Salles Coelho, Lucas Machado, Raimundo Duarte de Oliveira, Gilberto Dufles, Afonso Silviano Brandão, Geraldino de Carvalho, Henrique Den Dopper, Alcides Meira, Márcio Motta, Francisco Rodrigues da Silva, Satyro Taboada e Agenor Silva, sendo ainda vice-campeão mineiro no último ano da década de 1920, em 1930.
Em 1919, o América inaugurou o primeiro campo gramado de Belo Horizonte, em 6 de maio de 1923, em uma partida contra o America carioca, vindo a vencer a segunda partida contra esse mesmo clube no dia seguinte, por 4 a 2, naquela que seria a sua primeira vitória em confrontos interestaduais, onde atualmente localiza-se o Mercado Municipal.
Em 1929, com o dinheiro da venda do terreno antigo e já com o título de decacampeão mineiro, o América comprou um terreno na Avenida Francisco Sales, no bairro de Santa Efigênia, construindo o futuro Estádio Otacílio Negrão de Lima, ainda com estrutura de campo, vindo a passar posteriormente por uma grande reforma na década de 1940, dotando o campo com uma estrutura de estádio, conforme diferenciações entre estruturas arquitetônicas futebolísticas que se faziam nas primeiras décadas do século XX.
Com o tempo, ficou conhecido como Estádio da Alameda, por também ter entrada pela Alameda Álvaro Celso.
Na sua inauguração oficial, em amistoso contra o Fluminense, no dia 8 de setembro de 1929, o campo americano tinha capacidade para 12 000 pessoas e foi construído em uma área de 19 338m².

### Décadas de 1930, 1940 e 1950 — O Estádio da Alameda e outros títulos
A década de 1930 foi marcada por ferrenhas disputas quanto aos rumos do futebol em Minas Gerais quando chegou a haver duas ligas atuando paralelamente: A AMET (Associação Mineira de Esportes Terrestres) e a LMDT (Liga Mineira de Desportos Terrestres). O América favorável a continuidade do amadorismo chegou a trocar de uniforme por 10 anos, adotando a cor vermelha em protesto. Na década de 1930 conquistou apenas dois títulos do Torneio Início e o Campeonato Extra da cidade de Belo Horizonte de 1939.
Já na década de 1940, um grande acontecimento na vida americana ocorreu em 1948, quando as instalações do então Estádio da Alameda ou Octacílio Negrão de Lima foram reinauguradas com capacidade para 15 000 pessoas, no dia 27 de maio perante 12 500 torcedores presentes (10 652 pagantes) e renda de Cr$ 305 750,00, com a realização do Torneio Quadrangular de Belo Horizonte, que reuniu Vasco da Gama (o mesmo time que sagrou-se campeão sul-americano naquele ano), São Paulo (campeão paulista) e Atlético-MG (campeão estadual do ano anterior), tendo o Coelho se consagrado como campeão inter‐regional.
Ainda em 1948, o América conquistou o título de campeão mineiro de 1948, invicto, com apenas 3 empates em 16 jogos, vencendo o Atlético na final por 3 a 1, sendo que além destes dois títulos, o Coelho ainda foi vice em 1945.
Na década de 1950, o América foi campeão em 1957, ano em que conquistou os títulos nas categorias juvenil, aspirante e profissional, sendo ainda vice-campeão em 1958, 1959 e 1960.
No título profissional de 1957, o Coelho disputou 24 partidas, com 12 vitórias, 11 empates e apenas 1 derrota, para o Siderúrgica, na sexta rodada do primeiro turno, com 50 gols-pró e apenas 25 contra. A decisão do campeonato deu-se em uma melhor-de-três partidas contra o Democrata-SL, com o América vencendo a primeira por 4 a 1 e empatando as outras duas por 0 a 0 e 2 a 2.

### Década de 1960 — Início da Era Mineirão
Um fato extremamente negativo para a história do clube ocorreu na década de 1960, com o fechamento do departamento de juvenil do América em 1964, por motivos até hoje desconhecidos (departamento reaberto logo no ano seguinte), tendo com isto o América perdido para o Cruzeiro diversos jovens e promissores atletas, entre eles jogadores do quilate de Tostão, Hilton Oliveira, Vanderlei, o que ajudou o clube rival a montar uma das mais brilhantes equipes do futebol brasileiro e decretou um profundo enfraquecimento do América em pleno início da Era Mineirão, que se daria em 1965.

Apesar disso, o América ainda obteve o vice-campeonato mineiro em 1964, embora perdendo o título para o Siderúrgica por 3 a 1, em final realizada no Estádio da Alameda, tendo feito o artilheiro da competição: Jair Bala, com 25 gols. Foi vice novamente em 1965, perdendo o título de campeão para o Cruzeiro.

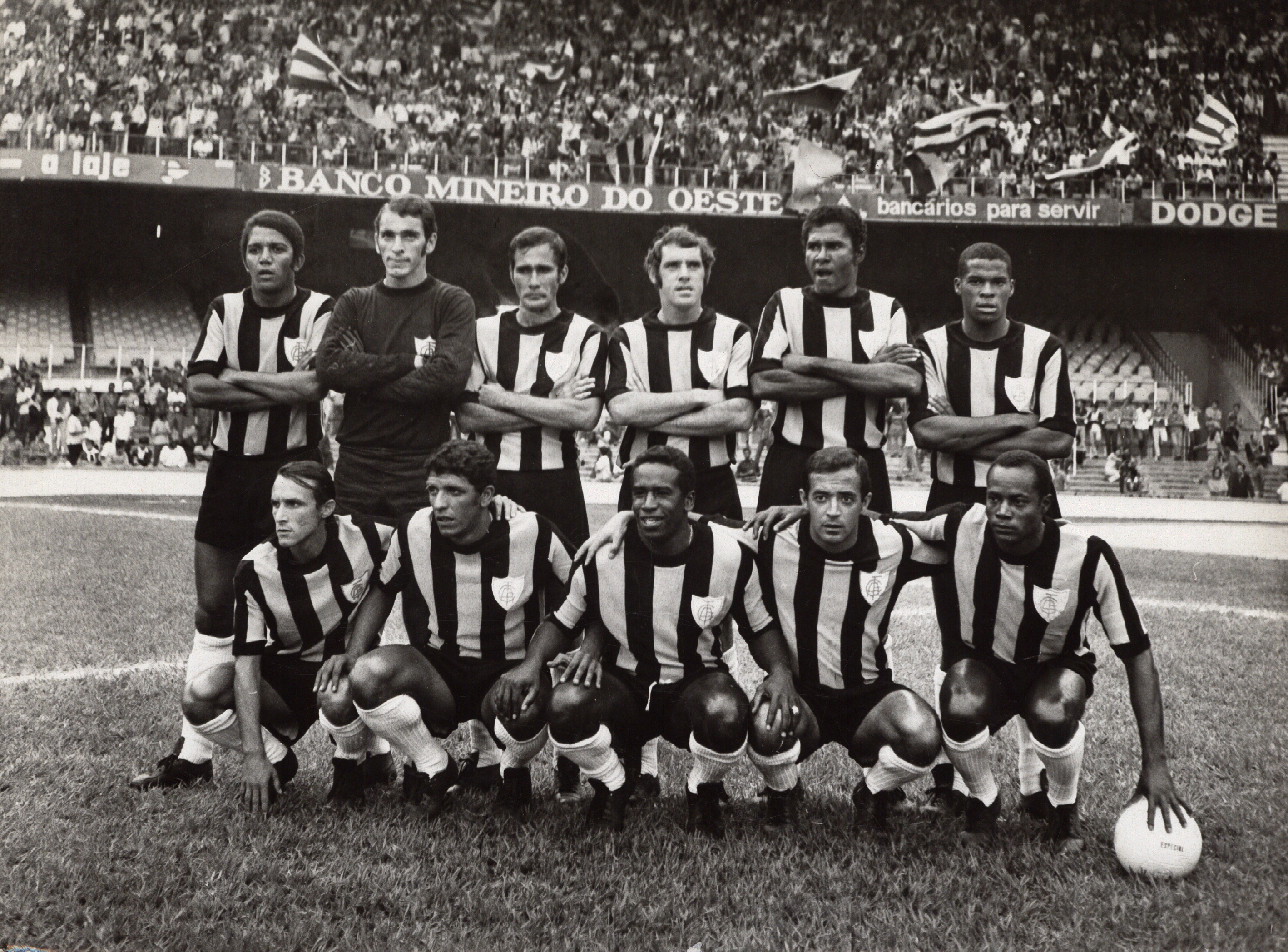
Time do América, 1971. Arquivo Nacional.

Nessa época, o América experimentou uma das piores fases de sua história, perdendo a disputa da condição de principal rival do Atlético-MG, com quem faz o tradicional "Clássico das Multidões". O Coelho passou 14 anos sem conseguir um único título expressivo, só voltando a conquistar outro Campeonato Mineiro em 1971, embora este tenha sido conquistado brilhantemente, de forma invicta, com 16 vitórias e 6 empates, 36 gols pró e 16 contra. Jair Bala foi o artilheiro deste campeonato com 14 gols.
Um outro fato positivo dessa época foi a ótima campanha no Campeonato Brasileiro de 1973, quando o Coelho obteve a sétima colocação entre 40 participantes, com 14 vitórias, 13 empates, 10 derrotas, 43 gols a favor e 35 contra, sendo a segunda melhor campanha no torneio, atrás apenas do 1° lugar em 1948, tendo ainda sido vice-campeão estadual neste ano.
Porém, o clube não conseguiu deslanchar, e com dificuldades financeiras vendeu parte de seu patrimônio, inclusive seu estádio. Passou por uma crise também de identidade, chegando a mudar-se provisoriamente para a vizinha cidade de Contagem e enfrentou mais 22 sofridos anos sem grandes conquistas.

### A reestruturação do América e novas conquistas relevantes
No final da década de 1980 e início da década de 1990, inicia-se uma fase de renascimento do clube, com forte retomada dos investimentos nas categorias de base e contratações de bons jogadores. Vice-campeão do Campeonato Brasileiro Série C em 1990, ano após ano, o América foi ganhando força, em 1992 obteve acesso a Série A do Campeonato Brasileiro, foi vice-campeão mineiro e finalmente voltou a conquistar o Campeonato Mineiro, em 1993, após 22 anos de espera. Em 18 jogos, o América obteve 11 vitórias, 6 empates e apenas 1 derrota, para o Valério, no primeiro turno.
Em 1993, o América foi rebaixado no Campeonato Brasileiro, apesar de ter obtido a 16ª posição em um torneio com 32 equipes. A diretoria entrou na Justiça comum tentando reverter o rebaixamento e o clube foi punido pela CBF, ficando impedido de disputar os torneios por ela patrocinados de 1994 até 1996. Entretanto, em 1995 foi vice-campeão mineiro.
A partir de 1996, o América conquista por 6 vezes o Campeonato Mineiro de Juniores (sub-20), em 1996, 1997, 2000, 2002, 2004 e 2008 e 2009 além de ter sido campeão da Copa São Paulo de Juniores em 1996 e de ter conquistado títulos importantes em outras categorias de base.
Em 1997 pela Copa Centenário o América fez uma histórica partida contra o Milan da Itália. O liberiano George Weah abriu o placar aos 4 minutos do primeiro tempo, para o time italiano, mas aos 47 minutos do segundo tempo o atacante Celso em um belo chute empatou o jogo para o América protagonizando uma histórica partida do coelho contra os italianos. O América terminou em segundo do grupo, perdendo a vaga na final para o Atlético.
| 6 de agosto de 1997 | América     | 1–1 | Milan      | Independência, Belo Horizonte                               |
|                     | Celso 90+2' |     | G. Weah 4' | Público: 4 065 presentes Árbitro: MG Lincoln Afonso Bicalho |

- Competição: Copa Centenário de Belo Horizonte
- América: Gilberto; Estevan (Evanílson), Júnior, Ricardo e Tércio (Marcos Paulo); Pintado, M. A. Boiadeiro e Irênio (Vanderlei); Tupãzinho, Celso e Rinaldo. Técnico: Givanildo Oliveira.
- Milan: M. Taibi; D. Smoje, A. Costacurta, W. Bogarde e C. Ziege; D. Albertini, Z. Boban e I. Ba (G. Cardone); J. Blomqvist, G. Weah (Z. Roberts) e P. Kluivert (A. Andersson). Técnico: Fabio Capello.

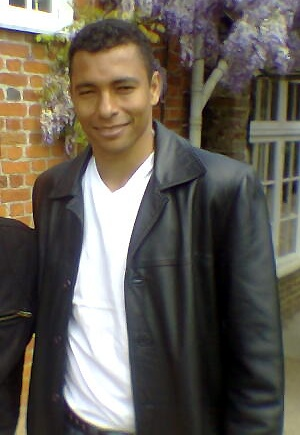
Gilberto Silva campeão brasileiro da Série B em 1997, e uma das grandes revelações do América.

O Coelho sagrou-se Campeão Brasileiro da Série B em 1997, retornando à elite do futebol brasileiro, com a torcida americana levando 20.303 torcedores ao Estádio Independência e protagonizado uma grande festa para comemorar o seu primeiro título nacional.
América e Ponte Preta fizeram uma campanha bastante superior à das demais equipes que disputaram esta competição, pois ao final da primeira fase, fizeram 13 pontos à mais do que o terceiro colocado, o Náutico, com estes 3 clubes e o Vila Nova de Goiás tendo disputado a fase final, América e Ponte Preta obtendo o acesso, e o América tendo sido campeão no jogo contra o Vila Nova, ao vencer por 1 a 0.
Em 23 jogos, o América obteve 14 vitórias, 4 empates, 5 derrotas, 34 gols pró e 18 contra, com o seu atacante Tupãzinho tendo sido o artilheiro desta competição, com 13 gols.
No entanto, o Coelho não conseguiu se manter na divisão principal e foi rebaixado da Série A em 1998.
Em 1999, o clube sagra-se vice-campeão mineiro e consegue o acesso na Série B, retornando novamente à Série A em 2000 e 2001.
No último ano do segundo milênio, o América ainda obteve o título de primeiro campeão da Copa Sul-Minas em 2000. A Copa Sul-Minas foi um campeonato de nível técnico elevadíssimo, tendo reunido as equipes gaúchas do Grêmio, Internacional e Juventude, as paranaenses do Coritiba, Atlético Paranaense, Paraná e Grêmio Maringá, além dos catarinenses Avaí e Figueirense e dos mineiros Atlético-MG e Cruzeiro.
Nos jogos finais o América venceu o Cruzeiro, com quem faz o clássico Coelho versus Raposa, por 1 a 0 e 2 a 1, conquistando o título, tendo obtido 4 vitórias, 3 empates e apenas 1 derrota, ainda na primeira fase desta competição, com o ataque tendo feito 17 gols e a defesa sofrido 10.

### Momentos difíceis, recuperação e novos títulos nacionais

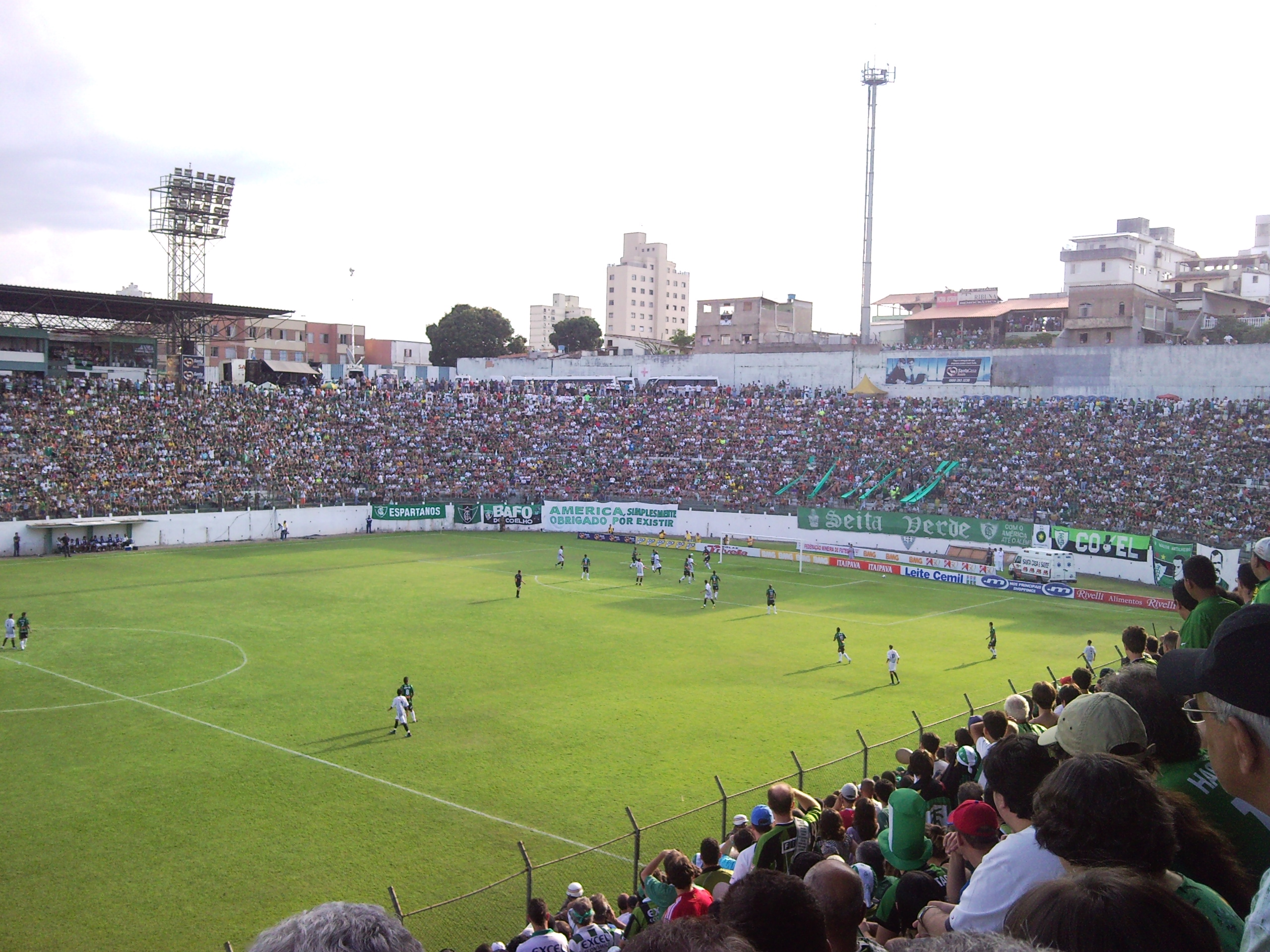
Jogo do América no Independência em 2009, antes da reforma do estádio.

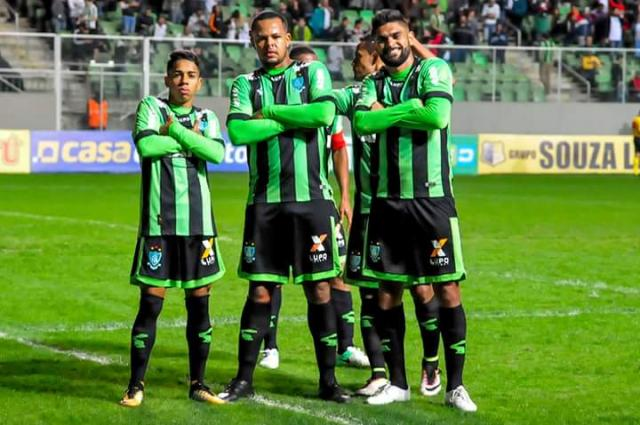
Jogadores comemorando gol em 2017.

No primeiro ano do século XXI, o América vence o Campeonato Mineiro de 2001, a sua 15ª conquista nesta competição. Não consegue, no entanto, manter um time competitivo, apesar das inúmeras revelações de jogadores nessa época, nomes como Fabrício, Alessandro, Thiago Gosling, Ruy "Cabeção", entre outros, que brilhariam depois em outros clubes brasileiros e que no início de 2001 garantiram o título mineiro para o Coelho com uma sonora goleada sobre o rival Atlético.
O América fica em 26º lugar na Série A do Campeonato Brasileiro em 2001, caindo para a Série B e nela permanecendo de 2002 a 2004, ano em que é rebaixado para a Série C.
No ano de 2005, o América conquistou a Taça Minas Gerais e em 2006 foi eliminado nas semifinais desta mesma competição.
O time completou 4 000 jogos em 3 de setembro de 2006, na vitória sobre o Atlético Goianiense por 1 a 0.
Em 2007, o América obtém o pior desempenho de toda a sua história. Termina como último no Campeonato Mineiro, sendo rebaixado à disputa do Módulo II (segundo nível estadual), não obtendo qualificação para disputar nenhuma das séries do Campeonato Brasileiro.
Sagra-se campeão do Módulo II em maio de 2008 e consegue o vice-campeonato da Taça Minas Gerais de 2008, posição que lhe garante participação na Série C neste ano.
Na disputa da Série C, o Coelho garante presença na edição de 2009, ano a partir do qual a Série C passa a ter um novo formato com 20 clubes participantes e é criada a Série D, a nova divisão de acesso do Campeonato Brasileiro.
Na volta à elite do Campeonato Mineiro em 2009, termina com a quinta colocação.
No dia 19 de setembro de 2009 o América vence o ASA por 1 a 0, gol de Bruno Mineiro, garantindo o título da Série C do Campeonato Brasileiro e o acesso à Série B do Campeonato Brasileiro após 5 anos, com 10 828 torcedores presentes ao Estádio Independência, que não pôde receber público maior por questões momentâneas de segurança.
Na partida decisiva o seu zagueiro Wellington Paulo completou a 300ª partida pelo clube. A campanha: 29 pontos em 14 jogos, 9 vitórias, 2 empates, 3 derrotas, 22 gols marcados e 11 contra, tendo o Coelho vencido todos os jogos disputados em seu estádio.
No dia 27 de novembro de 2010, o América conquistou o quarto lugar no Campeonato Brasileiro - Série B com um empate por 0 a 0 contra a Ponte Preta, com a equipe americana conquistando, com este resultado, a sua ascensão ao Campeonato Brasileiro - Série A, retornando novamente após o fim do Campeonato Brasileiro de 2011 para a Série B, embora a grande reação da equipe no segundo turno, quando obteve várias vitórias convincentes sobre outros grandes clubes do futebol brasileiro. Nas categorias de base, o Coelho sagrou-se Campeão Brasileiro Sub-20 de 2011.
Em 2012, ano de seu Centenário, o América reinaugura o seu estádio que passa a se chamar Arena Independência, com capacidade para 23 018 torcedores. No jogo de reabertura, em 25 de abril, o América derrotou o Argentinos Juniors em partida amistosa internacional vencendo por 2 a 1. No Campeonato Mineiro deste ano, sagrou-se vice-campeão estadual.

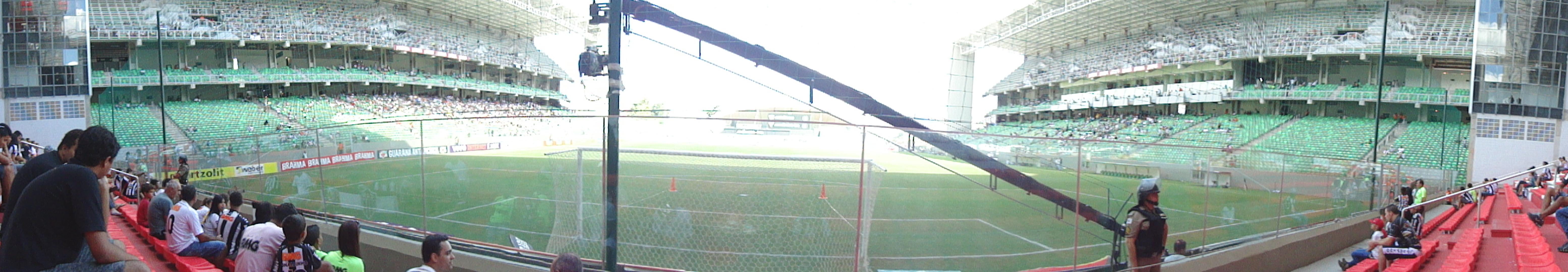
Foto panorâmica do remodelado estádio do América, também conhecido como Arena Independência.

Em 21 de Novembro de 2015, garantiu o acesso de volta à elite do futebol brasileiro ao empatar com o Ceará em 1 a 1 jogando no estádio da Independência, com gols de Wesley Matos pelo América e Siloé pelo Ceará.
No dia 8 de maio de 2016, o América, depois de 15 anos de jejum, conquista o Campeonato Mineiro após empate com o Atlético por 1 a 1 no Mineirão, título conquistado 100 anos depois da primeira conquista, sendo essa a quinta decisão direta de estadual contra o Atlético e vantagem americana por 3 a 2, até então. Na décima sexta conquista estadual, essa foi a décima terceira sem derrota em clássicos.
No dia 25 de novembro de 2017, conquistou o segundo título do Campeonato Brasileiro Série B após 20 anos, superando o favoritismo do Internacional para conquistar a taça. Foram 20 vitórias, 13 empates e 5 derrotas na competição, conseguindo o título na última rodada, contra o CRB, pela qual o América ganhou por 1 a 0, em jogo que marcou o novo recorde de público do Independência, com 22 481 torcedores registrados nesse dia festivo.

### Década de 2020: campanha histórica na Copa do Brasil, permanência na série A e classificação inédita para a Copa Libertadores da América
O América fez história ao chegar a sua primeira semifinal de Copa do Brasil no dia 19 de novembro de 2020, após eliminar o Internacional pela fase de quartas-de-final. O jogo foi vencido pelo América nos pênaltis pelo placar de 6 a 5, após perder no tempo normal por 1 a 0 no Estádio Independência e tendo vencido a partida de ida no dia 11 de novembro de 2020 por 1 a 0 no Estádio Beira-Rio, vindo a terminar essa competição em terceiro lugar. Na Série B de 2020 terminou como vice-campeão, perdendo o primeiro lugar pelo saldo de gols, um gol a menos que a campeã Chapecoense, empatando em todos os outros critérios exceto no de números de gols, o América tinha um gol a mais e sagrava-se campeão até os 51 minutos do segundo tempo, quando a Chape marcou, de pênalti, o terceiro gol na vitória de 3 a 1 sobre o Confiança na última rodada, ficando o América com o acesso para a Série A.
Em 2021 o América se destacou novamente, após ficar com o vice do Campeonato Mineiro em uma decisão com dois empates, definido no critério de desempate do primeiro turno, o time alcançou sua terceira melhor campanha no Brasileirão, atrás do 7º lugar em 1973 e do título em 1948, e com a sua melhor campanha no Campeonato Brasileiro por pontos corridos, conseguindo ainda quebrar o tabu de nunca ter se mantido por dois anos consecutivos na primeira divisão nesta modalidade de disputa. 
No dia 9 de dezembro de 2021, com dois gols de Ademir diante do São Paulo o América vencia e garantia o oitavo lugar no Campeonato Brasileiro de 2021 e a classificação inédita para a Copa Libertadores da América de 2022. 
Em 23 de Fevereiro de 2022 o América estreava na sua primeira competição continental diante do Guarani do Paraguai na Arena Independência em jogo válido pela Segunda Fase da Copa Libertadores da América 2022. Apesar de pressionar durante todo o jogo com ampla superioridade e vencendo em todos os quesitos estatísticos o América acabou sofrendo o gol em um contra-ataque nos acréscimos do segundo tempo. A definição da classificação ficou para o segundo jogo, no Paraguai o América precisava vencer por 2 gols de diferença ou 1 para levar para as penalidades. No dia 02 de março de 2022 o América foi até o Estádio Defensores del Chaco para enfrentar o Guaraní, precisando do resultado o time acabou sofrendo um gol de pênalti aos 12 minutos do primeiro tempo. Aos 15 em um cabeceio o time da casa ampliou o placar. Precisando agora de 3 gols para levar a decisão para as penalidades o América voltou para o segundo tempo com uma outra postura, com Wellington Paulista marcando dois gols, aos 59 e 74. Com os gols o América foi para cima do adversário e aos 92 minutos Pedrinho acertou um chute de rara felicidade com a bola batendo no travessão e quicando dentro do gol. Na decisão por pênaltis após um 5 x 5 nas cobranças regulamentares, nas alternadas um 2 x 1, com Jailson defendendo a 7º cobrança do Guarani, e Everaldo marcando o gol da classificação.
Na temporada 2023, o clube chegou às finais do Campeonato Mineiro perdendo o título para o Atlético Mineiro. Os maiores destaques na temporada foram ter chegado às quartas de final da Copa Sul-Americana sendo eliminado pelo Fortaleza e nas quartas de final da Copa do Brasil sendo eliminado pelo Corinthians. No entanto, o que parecia encaminhar para uma boa temporada, o clube fez uma péssima campanha no Campeonato Brasileiro e foi rebaixado pela sétima vez na competição, restando cinco rodadas para o término da mesma.

## Títulos e destaques

### Títulos oficiais
| NACIONAIS  | NACIONAIS                        | NACIONAIS | NACIONAIS                                                                                       |
|            | Competição                       | Títulos   | Temporadas                                                                                      |
| ---------- | -------------------------------- | --------- | ----------------------------------------------------------------------------------------------- |
|            | Campeonato Brasileiro – Série B  | 2         | 1997 e 2017                                                                                     |
|            | Campeonato Brasileiro – Série C  | 1         | 2009                                                                                            |
| REGIONAIS  |                                  |           |                                                                                                 |
|            | Competição                       | Títulos   | Temporadas                                                                                      |
|            | Copa Sul-Minas                   | 1         | 2000                                                                                            |
| ESTADUAIS  |                                  |           |                                                                                                 |
|            | Competição                       | Títulos   | Temporadas                                                                                      |
|            | Campeonato Mineiro – Módulo I    | 16        | 1916, 1917, 1918, 1919, 1920, 1921, 1922, 1923, 1924, 1925, 1948, 1957, 1971, 1993, 2001 e 2016 |
|            | Taça Minas Gerais                | 1         | 2005                                                                                            |
|            | Campeonato Mineiro – Módulo II   | 1         | 2008                                                                                            |
|            | Torneio Início                   | 13        | 1917, 1918, 1919, 1920, 1921, 1924, 1925, 1927, 1933, 1936, 1945, 1955 e 1957                   |
| MUNICIPAIS |                                  |           |                                                                                                 |
|            | Competição                       | Títulos   | Temporadas                                                                                      |
|            | Campeonato Extra da Cidade de BH | 1         | 1939                                                                                            |
| TOTAL      |                                  |           |                                                                                                 |
|            | Conquistas                       | Títulos   | Por Categoria                                                                                   |
|            | Títulos oficiais                 | 36        | 3 Nacionais, 1 Regional, 31 Estaduais e 1 Municipal                                             |

 Campeão invicto
Torneios internacionais
- Mini Torneio de Maribor: 1999

Torneios nacionais
- Torneio Quadrangular de Belo Horizonte: 1948 e 1953
- Triangular de Belo Horizonte: 1955, 1956 e 1964
- Quadrangular de Juiz de Fora: 1957
- Torneio Preliminar do Torneio Centro-Sul: 1968

Torneios estaduais
- Torneio Taça Casa Veado Municiadora: 1917
- Torneio Imprensa: 1920
- Torneio  Benefício da Santa Casa de Misericórdia : 1922
- Torneio CBD/Minas: 1927
- Torneio Relâmpago: 1939
- Torneio Noturno de Belo Horizonte: 1949
- Torneio Quadrangular A.M.C.E.: 1953
- Torneio Triangular de Uberaba: 1953
- Torneio Quadrangular de Juiz de Fora: 1956
- Torneio Quadrangular de Barbacena: 1957
- Torneio Triangular de Belo Horizonte: 1961
- Torneio Quadrangular de Teófilo Otoni: 1963
- Torneio de João Monlevade: 1963
- Torneio Hexagonal de Belo Horizonte: 1965
- Torneio Pentagonal de Aniversário do América: 1966
- Torneio Seletivo da Taça CBF : 1984

### Campanhas de destaque
| América Futebol Clube           | América Futebol Clube | América Futebol Clube | América Futebol Clube | América Futebol Clube |
| Torneio                         | Campeão               | Vice-campeão          | Terceiro colocado     | Quarto colocado       |
| ------------------------------- | --------------------- | --------------------- | --------------------- | --------------------- |
| Copa do Brasil                  | Não possui            | Não possui            | 1 (2020)              | Não possui            |
| Campeonato Brasileiro - Série A | Não possui            | Não possui            | Não possui            | Não possui            |
| Campeonato Brasileiro – Série B | 2 (1997 e 2017)       | 1 (2020)              | Não possui            | 2 (2010 e 2015)       |
| Campeonato Brasileiro – Série C | 1 (2009)              | 1 (1990)              | Não possui            | Não possui            |
| Copa Sul-Minas                  | 1 (2000)              | Não possui            | Não possui            | Não possui            |
| Campeonato Mineiro – Módulo I   | 16 vezes              | 16 vezes              | 23 vezes              | 13 vezes              |

### Títulos das categorias de base
Internacionais
- Taça Feyenoord de Juniores: 2002
- Stemwede Cup de Juniores: 2004
- Torneio de Kerkrade de Juniores: 2007
- Torneio de Altsttaten de Juniores: 2008
- Norhalne Cup de Juvenis: 2009
- Los Barbados Youth Tournament: 2012

Nacionais
- Campeonato Brasileiro de Futebol Sub-20: 2011
- Copa São Paulo de Futebol Jr.: 1996
- Taça Londrina de Juniores: 1997
- Taça Belo Horizonte de Futebol Júnior: 2000 e 2014
- Copa Gazetinha de Futebol de Pré-Infantis: 2009

Estaduais
- Campeonato Mineiro de Aspirantes: 18 vezes — 1916, 1917, 1918, 1919, 1920, 1921, 1922, 1924, 1925, 1929, 1934, 1945, 1946, 1955, 1957, 1958, 1963 e 1963
- Campeonato Mineiro de Juniores: 19 vezes — 1953, 1954, 1956, 1957, 1959, 1960, 1961, 1963, 1965, 1974, 1996, 1997, 2000, 2002, 2004, 2008, 2009, 2021 e 2024
- Copa Integração de Juniores: 1 vez — 2008
- Campeonato Mineiro de Juvenis: 4 vezes — 1974, 1985, 1997 e 2014
- Campeonato Mineiro de Infantis: 6 vezes — 1981, 2001, 2003, 2004, 2008 e 2011
- Copa Integração de Infantis: 2 vezes — 2003 e 2004

## Estatísticas

### Participações
|  | Participações em 2025 |

| Competição         | Competição         | Temporadas              | Melhor campanha       | Estreia | Última | P | R |
| Minas Gerais       | Campeonato Mineiro | 110                     | Campeão (16 vezes)    | 1915    | 2025   |   | 1 |
| Minas Gerais       | Módulo II          | 1                       | Campeão (2008)        | 2008    | 2008   | 1 | – |
|                    | Primeira Liga      | 2                       | Grupos (2016 e 2017)  | 2016    | 2017   |   |   |
| Brasil             | Série B            | 28                      | Campeão (1997 e 2017) | 1981    | 2025   | 7 | 1 |
| Brasil             | Série C            | 5                       | Campeão (2009)        | 1990    | 2009   | 2 | – |
| Brasil             | Copa do Brasil     | 27                      | Semifinal (2020)      | 1993    | 2025   |   |   |
|                    | Copa Libertadores  | 1                       | Grupos (2022)         | 2022    | 2022   |   |   |
| Copa Sul-Americana | 1                  | Quartas de final (2023) | 2023                  | 2023    |        |   |   |

### Jogos pelaLibertadores
| Mandante                                        | Placar | Visitante               | Competição        |
| ----------------------------------------------- | ------ | ----------------------- | ----------------- |
| Segunda fase                                    |        |                         |                   |
| América                                         | 0–1    | Guaraní                 | Libertadores 2022 |
| Guaraní                                         | 2–3    | América                 | Libertadores 2022 |
| América avança após vencer por 5–4 nos pênaltis |        |                         |                   |
| Terceira fase                                   |        |                         |                   |
| América                                         | 0–0    | Barcelona de Guayaquil  | Libertadores 2022 |
| Barcelona de Guayaquil                          | 0–0    | América                 | Libertadores 2022 |
| América avança após vencer por 5–4 nos pênaltis |        |                         |                   |
| Fase de grupos                                  |        |                         |                   |
|                                                 |        |                         |                   |
| América                                         | 0–2    | Independiente del Valle | Libertadores 2022 |
| Atlético Mineiro                                | 1–1    | América                 | Libertadores 2022 |
| América                                         | 2–3    | Tolima                  | Libertadores 2022 |
| América                                         | 1–2    | Atlético Mineiro        | Libertadores 2022 |
| Tolima                                          | 2–2    | América                 | Libertadores 2022 |
| Independiente del Valle                         | 3–0    | América                 | Libertadores 2022 |

### Marcas históricas
O América conquistou não somente um, mas dois decacampeonatos, vencendo no primeiro e no segundo quadros.
O Coelho conquistou a Tríplice Coroa em 1957, sendo campeão mineiro profissional, aspirante e juvenil.
O América já forneceu quatro jogadores para a Seleção Brasileira principal, tendo eles um total de dez participações.
Dos atletas formados pelo América e que disputaram jogos na seleção canarinho por outros clubes, são exemplos Fred e Gilberto Silva, que tiveram participação na Seleção Brasileira e disputaram a Copa do Mundo de 2006, na Alemanha.
O América é o único clube do mundo que teve atletas saídos de suas categorias de base que participaram da Copa do Mundo de 2006 em duas seleções: Fred e Gilberto Silva na Seleção Brasileira e Yuji Nakazawa na Seleção Japonesa.
Em 3 de setembro de 2006, na vitória de 1 a 0 contra o Atlético-GO o América completou sua 4 000ª partida de futebol, apresentando a seguinte estatística:
- Vitórias: 1 930
- Empates: 1 079
- Derrotas: 962
- Resultados desconhecidos: 29

No segundo gol da vitória por 2 a 0 sobre o Ceará, em 11 de agosto de 2015, partida disputada na cidade de Fortaleza, o América alcançou o seu 1 000º gol em campeonatos brasileiros, consideradas partidas realizadas em todas as divisões.

### Recordes
- Maior goleada em partida amistosa: 20–0  SV Kaindorf (em excursão invicta ao Leste Europeu, em partida amistosa realizada em Kaindorf, Áustria, em 13 de julho de 1997).
- Maior goleada em partida oficial: 14–0  Palmeiras-MG (Campeonato Mineiro,29 de julho de 1928).
- Maior artilheiro: Satyro Taboada (centroavante), 167 gols em 1922–1935 e em 1941.
- Maior artilheiro em uma única temporada: Ferreira, 34 gols em 1968.
- Jogador que mais vezes atuou: Milagres (goleiro), 372 partidas entre 1992 e 2001.
- Gol mais rápido da história do futebol brasileiro: Fred (centroavante), aos 3 segundos e 17 centésimos (América 1–5  Vila Nova, pela Copa São Paulo de Futebol Júnior).
- Maior número de pênaltis a favor, numa única partida: 4, todos convertidos por Eduardo (América 5–4  Uberlândia, no Estádio da Alameda, em 24 de outubro de 1965, pelo Campeonato Mineiro).
- Maior goleada em Campeonatos Brasileiros - Série A: 6–0  Goiânia (29 de agosto de 1978).
- Maior goleada em Campeonatos Brasileiros - Série B: 5–0  Joinville (29 de outubro de 2002).
- Maior goleada em Campeonatos Brasileiros - Série C: 9–0  Jataiense (20 de agosto de 2006).
- Maior goleada no clássico contra o Atlético-MG: 7–2 (15 de maio de 1952).
- Maior goleada no clássico contra o Cruzeiro: 7–1 (24 de junho de 1923).
- Maior goleada no clássico contra o Villa Nova-MG: 7–2 (15 de dezembro de 1960).

### Futebolistas estrangeiros
- Mihajilo Schimgirry – zagueiro (1971–1972)
- Flavio Zandoná – zagueiro (2001)**
- Luciano Betler – atacante (2001)**
- Mauro Zárate – atacante (2021)
- Roque Finimondo Valsechi – meia-atacante (1948–1951)
- Sebastián Sciorilli – meia-atacante (2012)
- "Lucas Bolívia" Thiago Revuelta Billewicz – zagueiro (2018)
- Fernando Castro – atacante (2015–2016)**
- Eisner Loboa – meia (2016)
- Faustino Angulo – meia (1996)
- Orlando Berrío – atacante (2021)
- Henrik Den Dopper – zagueiro (1921–1922)
- Yuji Nakazawa – zagueiro (1996–1997 na base) (1997–1998 no profissional)
- Carlos "Carlito" Fernandes – meia-atacante (1939)
- César Andrés Emanuel Bordaberry – zagueiro (2005)
- César Emanuel (1949–1952)
- Fabio Caballero – meia-atacante (2014–2015)
- José Pedrozo – zagueiro (2005–2006)
- Néstor Isasi – zagueiro (1998)
- Pedro Martínez – atacante (1939–1940)
- Ramón Acosta – goleiro (1939)
- Víctor Rubén Giménez (1993)*
- Amílton – atacante (1970)*
- Herivelto – zagueiro (1973)
- Humberto Cabelli – atacante (1928)
- Isabelino Ramírez Fernández – meia-atacante (1978–1980)
- Méndez – meia-atacante (1956)
- Néstor Gonçalves – zagueiro (1980)
- Juan Boselli – meia-atacante (2019)**
- Schubert Gambetta – volante (1956)

* Atuou em apenas uma partida pelo time
** Foi anunciado, mas não chegou a entrar em campo em partidas oficiais

### Maiores artilheiros
Os dez maiores artilheiros da história do América.
| Pos. | Jogador        | Período                          | Gols |
| ---- | -------------- | -------------------------------- | ---- |
| 1º   | Satyro Taboada | 1922–1935                        | 167  |
| 2º   | Gunga          | 1955–1961                        | 109  |
| 3º   | Petrônio       | 1948–1954                        | 106  |
| 4º   | Harvey         | 1951–1953 e 1957–1958            | 89   |
| 5º   | Euller         | 1988–1993, 2006–2007 e 2009–2011 | 79   |
| 6º   | Jair Bala      | 1964 e 1971–1972                 | 78   |
| 7º   | Palhinha       | 1987–1992 e 2000–2002            | 77   |
| 8º   | Ernani Charuto | 1954–1959                        | 76   |
| 9º   | Murilinho      | 1947–1951                        | 75   |
| 10º  | Zuca           | 1958–1961                        | 73   |

### Mais partidas
Atualizado em 4 de setembro de 2024.
| Pos. | Nome             | Período                                      | Partidas |
| ---- | ---------------- | -------------------------------------------- | -------- |
| 1    | Juninho          | 2016–                                        | 426      |
| 2    | Milagres         | 1990–2001                                    | 372      |
| 3    | Gaia             | 1945–1958                                    | 360      |
| 4    | Tonho            | 1947–1958                                    | 325      |
| 5    | Wellington Paulo | 1990–1993 1997 1998–2002 2005–2006 2009–2010 | 307      |
| 6    | Colatina         | 1979–1989                                    | 304      |
| 7    | Estevam          | 1992–2000                                    | 304      |
| 8    | Taú              | 1991–1998                                    | 296      |
| 9    | Ricardo Evaristo | 1988–1993 1996–2000                          | 279      |
| 10   | Irênio           | 1994–2000 2009–2010                          | 275      |

### Marcos históricos
- Tríplice Coroa de 1957 ( campeão mineiro profissional, aspirante e juvenil)
- Revelou Fred, Danilo e Richarlison
- Primeiro decacampeão no mundo
- Empate com o Milan 1997
- Ultimo campeão da Copa Sul-Minas
- Maior campeão do Torneio Início de Minas Gerais

## Torcida

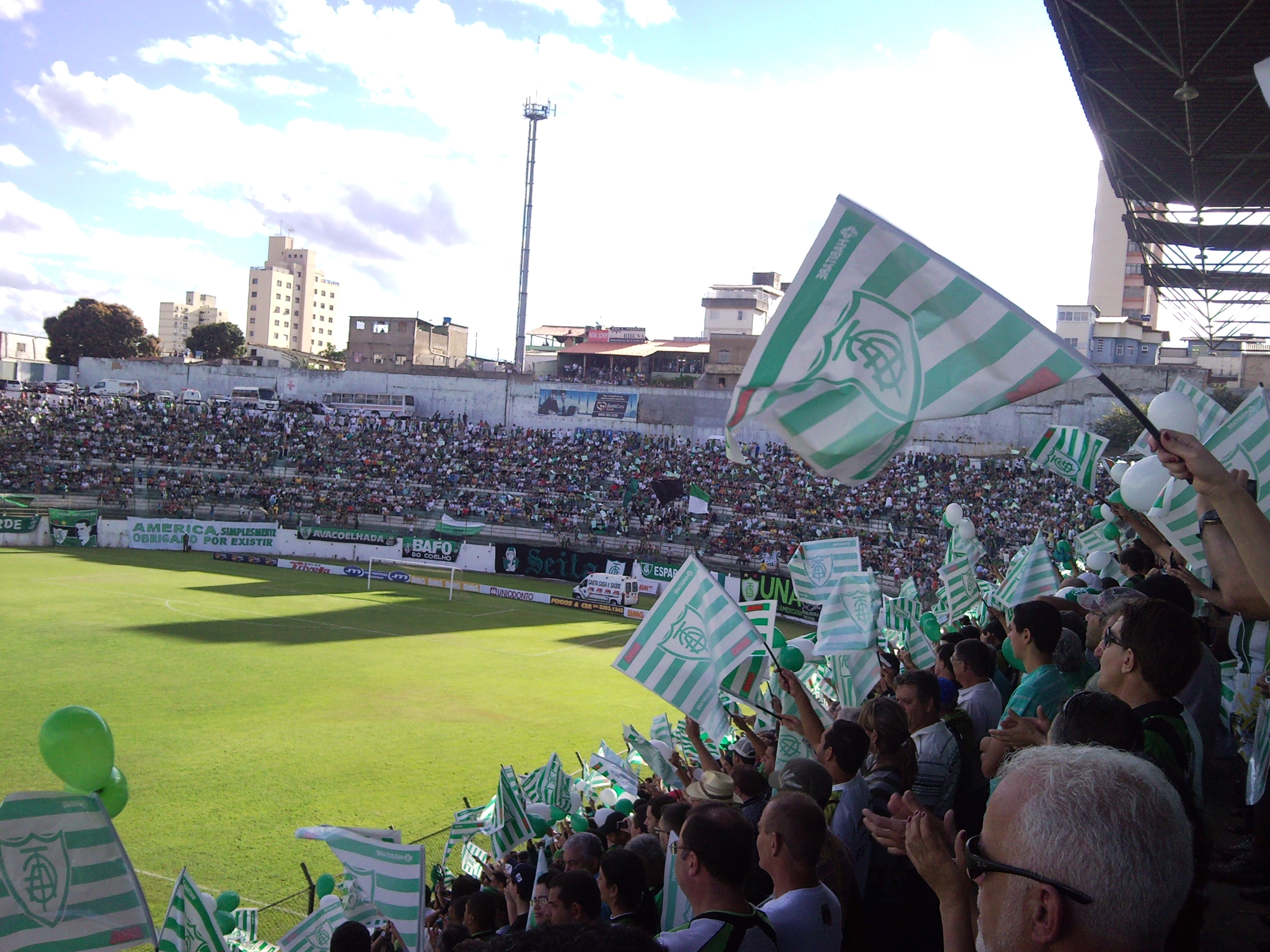
Torcida do América durante jogo no Estádio Independência, em 2009

Pesquisas de institutos renomados de pesquisa (Gallup 1971, Perfil 1996 e Instituto Nexus 2004) indicam a torcida americana como sendo numericamente de 4% a 5% da população da Região Metropolitana de Belo Horizonte, o que representa mais de 200 000 torcedores, só nesta região, em geral de poder aquisitivo maior do que a média da população, até porque o América tem a sua imagem vinculada à elite mineira.
A pesquisa Lance!–IBOPE 2010 confirma os números acima, pois apresenta a torcida americana como tendo 214 273 torcedores em seu estado, o equivalente a 1,1% dos habitantes de Minas Gerais, mesmo percentual encontrado pela pesquisa Lance!–IBOPE 2004 tendo ainda o Coelho torcedores principalmente em outros estados da Região Sudeste, para onde em décadas passadas migraram milhões de mineiros.
O América foi apontado como a terceira maior torcida entre os clubes de Minas Gerais na maior parte das pesquisas de torcidas já realizadas neste estado,[carece de fontes?] e entre os consumidores de pacotes de jogos de TV fechada, a torcida do América aparece como a 23ª entre as torcidas brasileiras, o que comprova o grande poder aquisitivo de sua torcida.
No acumulado de apostas da Timemania em 2008, o América ficou com 0,62% de todas as apostas realizadas neste ano, sendo o terceiro clube mais representado de Minas Gerais entre os apostadores brasileiros neste ano.

### Maiores públicos
Obs.: Públicos pagantes.
- No Estádio do Mineirão: América 0–2 Atlético Mineiro, 82 960, 16 de março de 1969.
- No clássico contra o Cruzeiro: América 0–2 Cruzeiro, 62 589, 20 de dezembro de 1992.
- Na Arena Independência: América 1–0  CRB, 22 481, 25 de novembro de 2017.[47]
- No Estádio Independência: América 2–1  Náutico, 18 900, 10 de novembro de 1996.
- Na Série A do Campeonato Brasileiro: América 1–2 Atlético Mineiro, 40 961, em 26 de janeiro de 1974.[carece de fontes?]
- Na Série B do Campeonato Brasileiro: América 1–0  CRB, 22 481, 25 de novembro de 2017.
- Na Série C do Campeonato Brasileiro: América 1–0  ASA, 10 828, em 19 de setembro de 2009 (14 000 presentes).[48]

### Torcidas organizadas
- Seita Verde, fundada em 11 de setembro de 2002
- Torcida Desorganizada Avacoelhada, fundada oficialmente em 11 de novembro de 1988
- Unida Nação Americana (UNA)
- Koelhomania
- Coelhões da Elite, fundada em 21 de abril de 1977
- Bafo do Coelho
- Deca Amigos
- Coelho 7 (Sete Lagoas)
- Torcida Organizada Mexicana Americana (TOMA), fundada em 29 de fevereiro de 2004
- Coelho Sampa, formada por torcedores do América que vivem em São Paulo
- Batom Verde
- Torcida Camisa 12 – Em homenagem a um dos fundadores do América, em 1912, Fioravante Labruna, criada em 29 de agosto de 2020, ano I da Pandemia de COVID-19. Chamada inicialmente Torcida Labruna 12, que passou a ser, a partir de fevereiro de 2022, Torcida Camisa 12, mantendo os demais registros.

### Dia municipal americano
A Câmara Municipal de Belo Horizonte, através do Projeto de Lei nº 1.707/08, instituiu o dia 30 de abril, data da fundação do clube, como o Dia do Torcedor do América Futebol Clube, data que passou a integrar o calendário turístico de BH.

### Clássicos do Coelho
São considerados clássicos envolvendo o América, os seguintes confrontos:
- Clássico das Multidões (versus Atlético).
- Coelho versus Raposa (versus Cruzeiro).
- Coelho versus Leão (versus Villa Nova).

## Símbolos

### Hinos
Com várias músicas já tendo homenageando o Coelho em sua história centenária, o América tem como hino oficial obra do compositor Vicente Motta, torcedor do Atlético Mineiro, nascido na cidade de Montes Claros. Na década de 1990, Fernando Brandt e Tavinho Moura compuseram um segundo hino (não oficial) ao clube, mas que não obteve grande aceitação dentre os torcedores. Além destes, o América tem o Hino da torcida (O meu América), composto pelo comediante Fernando Ângelo.

### Escudo e bandeira
O América é o único time profissional de Belo Horizonte que nunca trocou de escudo, bem como nunca mudou de nome. O América aceita duas versões do escudo como oficiais: uma com letras verdes e fundo branco, e outra com fundo verde com letras brancas.
Ambas versões estilizadas, no ano de 2017 consistiam em:
- As iniciais "AFC" (América Futebol Clube) entrelaçadas.
- Duas estrelas amarelas simbolizando os títulos da Série B de 1997 e da Série C de 2009.
- Uma estrela vermelha simbolizando o título da Copa Sul-Minas em 2000.
- Uma faixa em alusão ao deca-campeonato mineiro entre 1916 e 1925.

Em 2018 o América alterou as estrelas acima do escudo e seu significado, alegando a entrada do clube em um outro patamar no futebol brasileiro após a repetição de sua, até então, maior conquista:
- Duas estrelas douradas significando as conquistas da Série B em 1997 e em 2017.[54]

A bandeira oficial tem fundo em três listras horizontais: branca e verde (cores originais), e preta (referência ao uniforme verde e negro, marca do clube). Em destaque tem a versão do escudo em letras verdes e fundo branco.

Escudo antigo/atual
Escudo utilizado em 2017
Escudo utilizado a partir de 2018

Bandeira oficial

### Mascote
O primeiro mascote do América foi o Pato Donald. Entretanto, desde 1944, o mascote do América passou a ser um coelho (criação do cartunista Fernando Pieruccetti, O Mangabeira, por encomenda do jornal Folha de Minas, em 1943).
 Última atualização: 14 de fevereiro de 2025.